# Пісківська сотня
Пісківська сотня (вона ж і Пісоцька, Піщанська сотня) — адміністративно-територіальна та військова одиниця за Гетьманщини (Військо Запорозьке Городове) з центром у селі Піски (нині Лохвицький р-н Полтавської обл.).
Створена наприкінці 1651 року після Білоцерківської угоди у складі Миргородського полку.
У 1658 році, у зв'язку з адміністративною реформою І. Виговського і з відновленням Лубенського полку, сотню розформували, а населені пункти розділили між Лохвицькою і Сенчанськими сотнями Лубенського полку.